# Institut de recherche sur le Maghreb contemporain
 (octobre 2024).
L'Institut de recherche sur le Maghreb contemporain (IRMC) est l'un des 27 instituts français de recherche à l'étranger (IFRE) dépendant du ministère de l'Europe et des Affaires étrangères (MEAE) et une unité (UAR 3077) du Centre national de la recherche scientifique (CNRS). Il est situé dans le quartier de Mutuelleville à Tunis.
Fondé en 1992, l'IRMC est un centre de recherche en sciences humaines et sociales à vocation régionale, ayant un comité mixte franco-tunisien de suivi.

## Axes de recherche
Les axes de recherche de l'IRMC sont les suivants :
- Axe 1 : Histoire du Maghreb (Algérie, Tunisie, Libye), XIXe – XXIe siècles
  - Histoire coloniale, histoire post-coloniale : permanences et changements ;
  - Historiographie maghrébine depuis les indépendances ;
  - Culture et patrimoine.
- Axe 2 : Sociétés maghrébines contemporaines en recomposition
  - Circulations : mobilités et migrations (intra-maghrébine, Maghreb-Afrique subsaharienne et en Méditerranée) ;
  - Religions : monothéismes, minorités, radicalisation ;
  - Genre : questions féministes, masculinités, LGBT ;
  - Environnement et sciences sociales.
- Axe 3 : Gouvernance et politiques
  - Politiques publiques : décentralisation et développement local ;
  - Mobilisations : justice transitionnelle, citoyenneté, mobilisations sociales.
- Axe 4 : Archéologie et histoire médiévale

## Activités
Les activités de l'institut sont les suivantes :
- l'accueil sur appel d'offres du MEAE (post-doctorants) ou l'affectation de chercheurs du CNRS, pour une période de trois ans, dont la vocation est d'animer une recherche collective à l'échelle du Maghreb[1] ;
- l'organisation d'ateliers doctoraux ;
- la mise à disposition d'une bibliothèque de sciences humaines et sociales en général et sur le Maghreb en particulier (34 000 ouvrages et 3 000 revues spécialisées[2]) accessible au public ;
- la publication de ses travaux chez différents éditeurs français et tunisiens[3].

L'institut publie une revue annuelle, Alfa : Maghreb et sciences sociales (éditions Maisonneuve et Larose) de 2004 à 2007 puis Maghreb et sciences sociales (éditions L'Harmattan) de 2008 à 2013.

## Directeurs

Ancien logo.

- septembre 1992-août 1997 : Michel Camau
- septembre 1997-août 2003 : Jean-Philippe Bras
- septembre 2003-août 2008 : Pierre Robert Baduel
- septembre 2008-août 2013 : Pierre-Noël Denieuil
- septembre 2013-août 2017 : Karima Dirèche
- septembre 2017-août 2021 : Oissila Saaidia
- depuis septembre 2021 : Katia Boissevain